# Boussières-en-Cambrésis
Boussières-en-Cambrésis è un comune francese di 429 abitanti situato nel dipartimento del Nord nella regione dell'Alta Francia.

## Società

### Evoluzione demografica
Abitanti censiti